# Anacreòntica

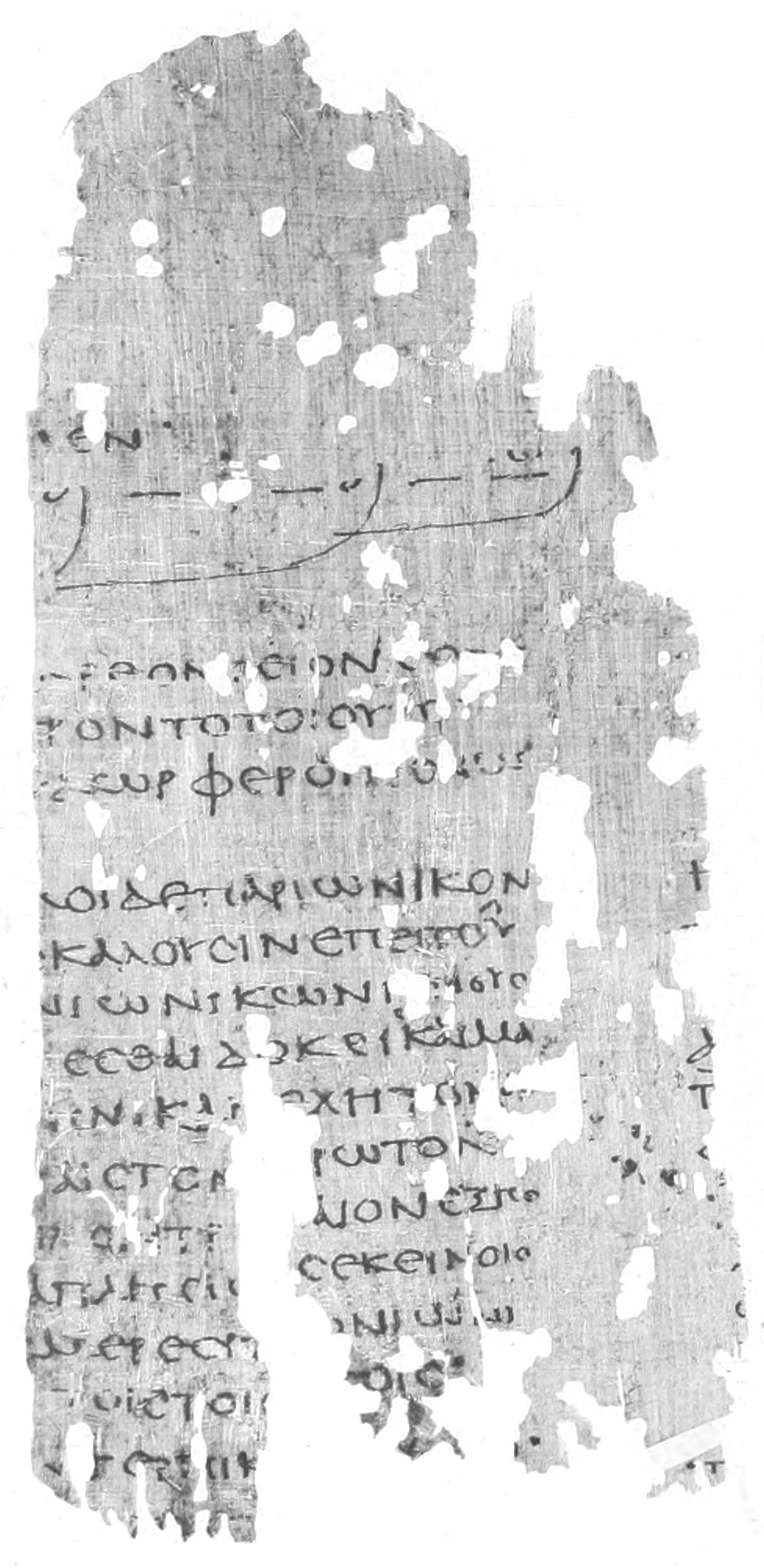
Una secció d'un antic tractat de mètriques relatiu a lanacreòntica.

L'Anacreòntica és l'ús d'una mètrica singular utilitzada poeta grec Anacreont en els seus poemes sobre l'amor i el vi. Els seus imitadors grecs posteriors (els poemes dels quals són coneguts com l'Anacreontea) van prendre les mateixes temàtiques utilitzades per la mètrica d'Anacreont. En la poesia moderna, els anacreòntics són curtes peces líriques que tracten les temàtiques anacreòntiques, però no la seva mètrica.
El vers anacreòntic és la línia de set síl·labes ˘ ˘ ¯ ˘ ¯ ˘ ¯ ¯ (on ˘ és breu i ¯ és llarga). El seu origen podria no ser anacreòntic perquè hi ha una diferència respecte la mètrica Iònica (˘ ˘ ¯ ¯ ˘ ˘ ¯ ¯), però les dues mètriques estan associades des d'Anacron, que sovint utilitzà ambdues en les seves composicions.
Un exemple d'anacreòntics del corpus d'Anacreon és fr. 11b PMG:
ἄγε δηὖτε μηκέτ' οὕτω
πατάγωι τε κἀλαλητῶι
Σκυθικὴν πόσιν παρ' οἴνωι
μελετῶμεν, ἀλλὰ καλοῖς
ὑποπίνοντες ἐν ὕμνοις.